# Cúpula do Capitólio dos Estados Unidos

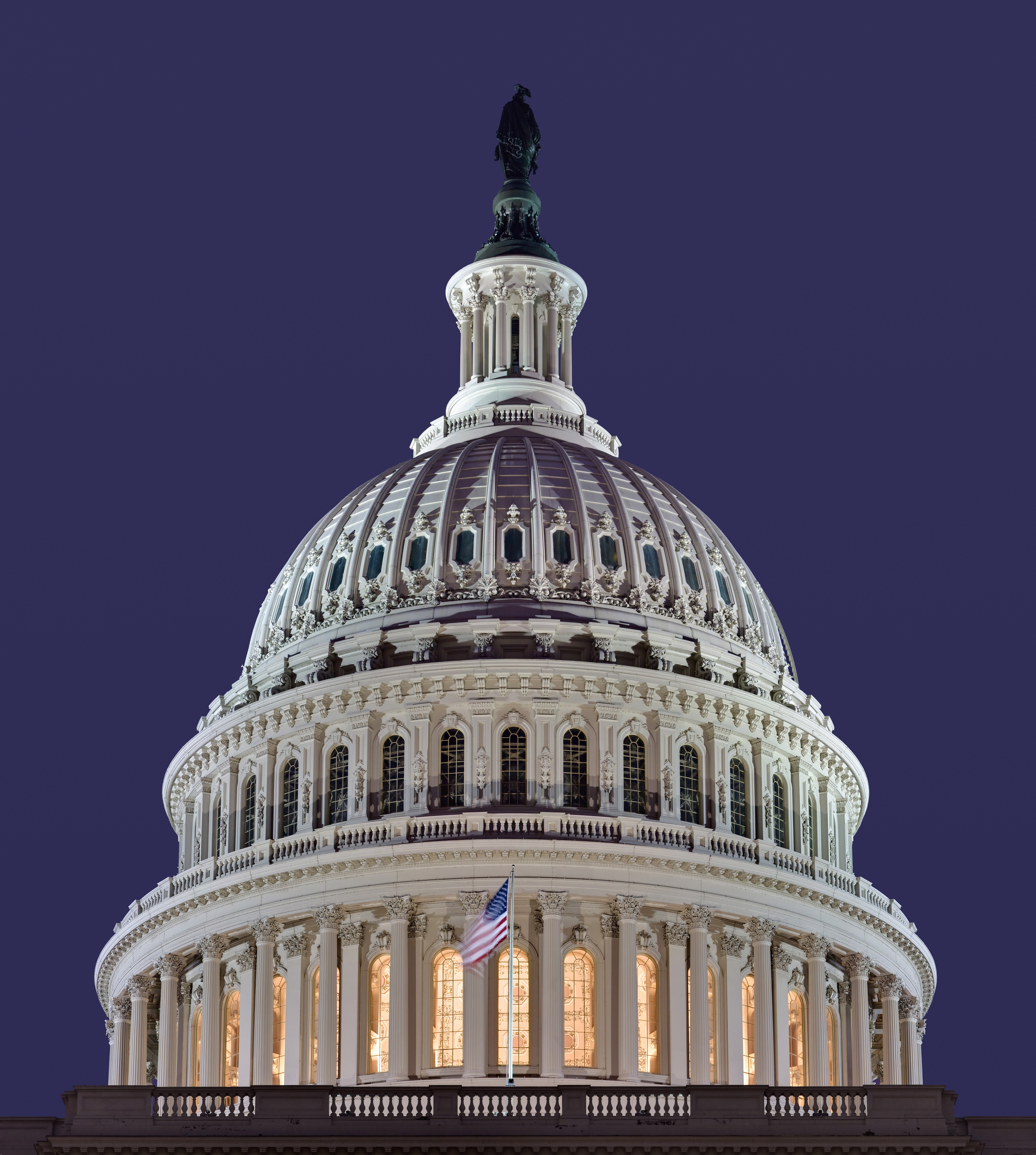
A cúpula do edifício do Capitólio dos Estados Unidos à noite em 2006

O Capitólio dos Estados Unidos apresenta uma cúpula situada acima de sua rotunda. A cúpula tem 288 pés (88 m) de altura e 96 pés (29 m) de diâmetro. Projetada por Thomas U. Walter, o quarto arquiteto do Capitólio, foi construída entre 1855 e 1866 a um custo de US$ 1.047.291 (equivalente a US$ 17,1 milhões em 2023). A Estátua da Liberdade cobre a lanterna na cúpula, e a cúpula é centralizada sobre a origem nos mapas de ruas de Washington, D.C.
A cúpula não é de pedra, mas sim de ferro fundido cuidadosamente pintado para parecer ser feito da mesma pedra do edifício do capitólio abaixo. Na verdade, são duas cúpulas, uma dentro da outra, e o peso total é de 9,1 milhões de libras (4.100 t). A estrutura de ferro fundido da cúpula foi fornecida e construída pela fundição de ferro Janes, Fowler, Kirtland & Co. no Bronx, Nova Iorque. O interior da cúpula inclui um padrão geométrico e floral detalhado de gesso levemente colorido, com o afresco monumental do teto de Brumidi, A Apoteose de Washington, aparecendo no óculo no topo da cúpula interna.

## Primeira cúpula

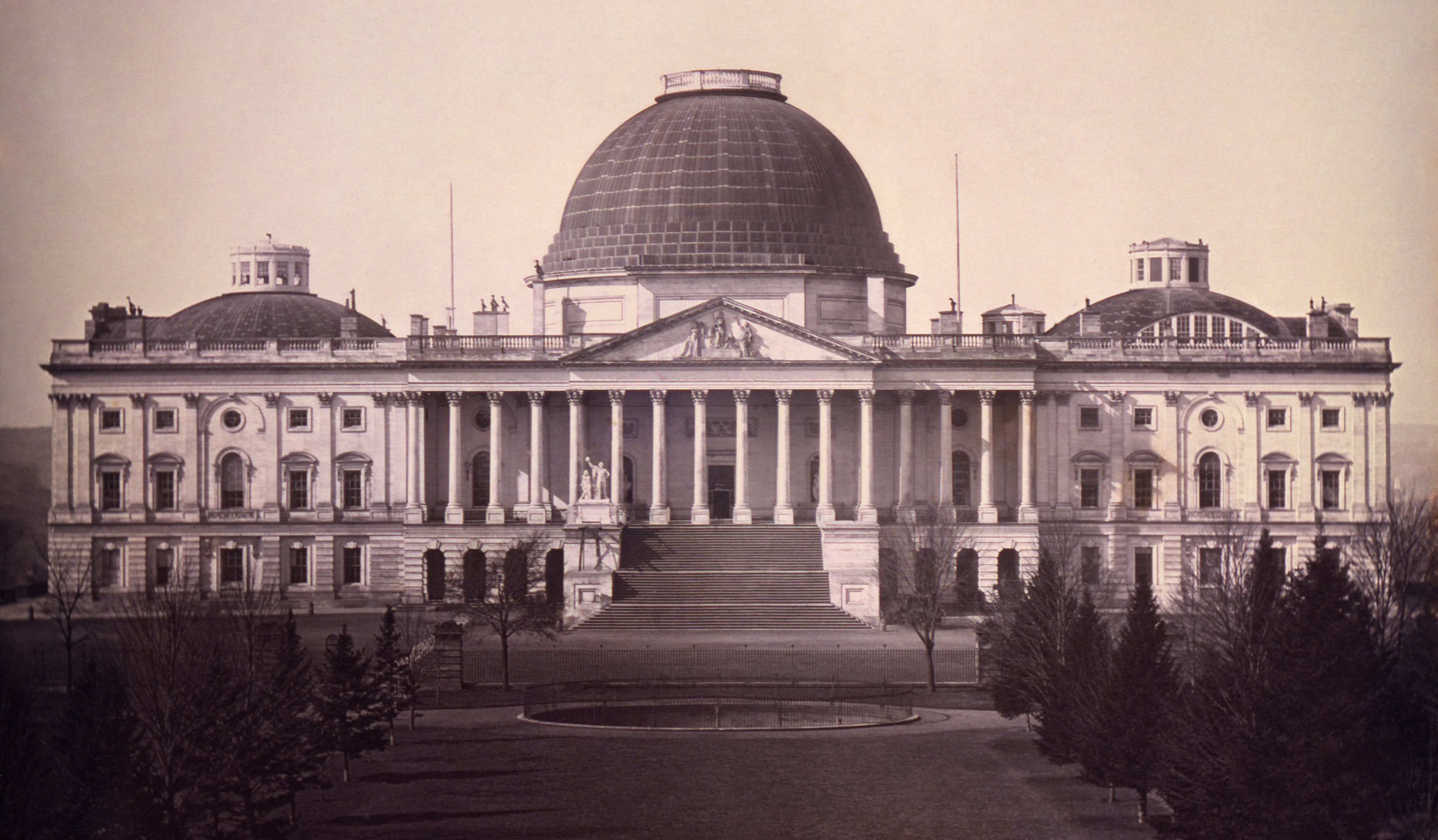
O Capitólio dos Estados Unidos em 1846 após a adição da cúpula de Charles Bulfinch

A origem da primeira cúpula começou com o concurso de projeto do Capitólio patrocinado pelo Secretário de Estado Thomas Jefferson, a pedido do presidente George Washington, em 1792. O vencedor do concurso, o Dr. William Thornton, pediu uma cúpula em seu projeto original para o edifício. Mais vividamente, Thornton se inspirou no Panteão Romano com a cúpula neoclássica e o pórtico associado.
O substituto de Thornton, Benjamin Henry Latrobe, o segundo Arquiteto do Capitólio, alterou o plano de projeto de Thornton no exterior adicionando um tambor octogonal para separar visualmente a parte inferior da cúpula do topo do frontão do edifício. O terceiro Arquiteto do Capitólio, Charles Bulfinch, alterou o perfil externo dos planos ainda mais aumentando a altura da cúpula, o que ele mais tarde escreveu ter sido por insistência do presidente e do Congresso.
Em 1822, Bulfinch solicitou fundos para a construção do centro do edifício, e o presidente James Monroe assinou uma verba de US$ 120.000. Isso incluiu a construção de uma estrutura de cúpula dupla, uma cúpula interna de pedra, tijolo e madeira para subir 96 pés (29 m) acima do piso da rotunda (correspondendo às dimensões do Panteão) e uma cúpula externa de madeira coberta de cobre que subiria até 140 pés (43 m). Situado na coroa da cúpula externa havia um óculo de 24 pés (7,3 m) de largura, que fornecia iluminação ao piso da rotunda abaixo. Bulfinch concluiu o projeto em 1823.
Por mais de duas décadas, a cúpula de cobre verde do Capitólio recebeu visitantes da capital do país, até a década de 1850. Devido ao crescimento dos Estados Unidos e à expansão e adição de novos estados, o tamanho do Congresso cresceu de acordo e empurrou os limites da capacidade do Capitólio. Sob a orientação do quarto arquiteto do Capitólio, Thomas U. Walter, extensões foram construídas nas alas norte e sul do edifício. No processo, o novo edifício mais longo fez com que a cúpula original de Bulfinch parecesse esteticamente desagradável (e, de qualquer forma, havia sido objeto de muitas críticas anteriores). O Congresso, após lobby de Walter e Montgomery C. Meigs, então engenheiro supervisor, aprovou uma legislação para construir uma cúpula maior em 1855.

## Segunda cúpula (atual)

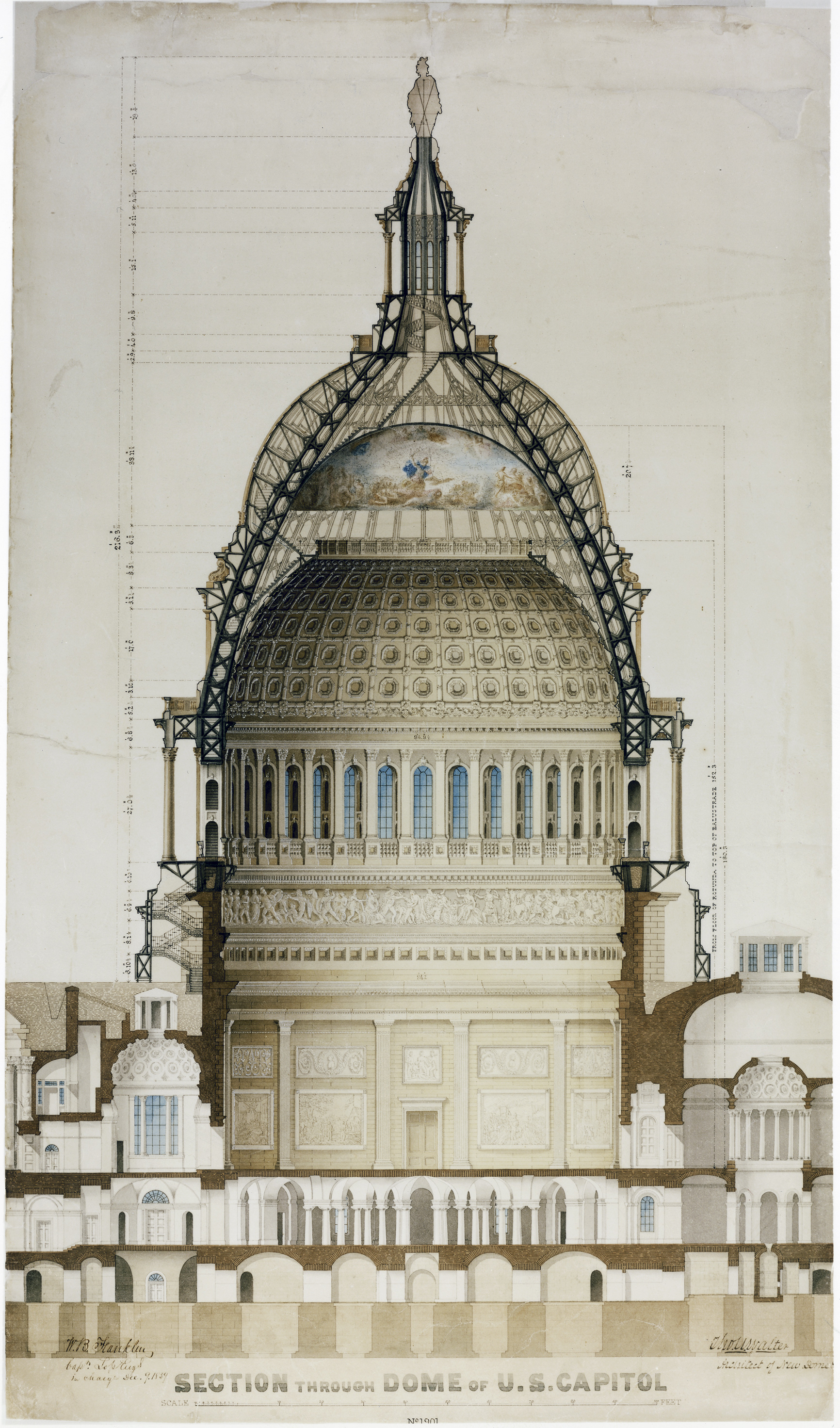
Um desenho de seção transversal de 1859 da cúpula e sua estrutura de suporte por Thomas Ustick Walter

A atual cúpula de ferro fundido do Capitólio dos Estados Unidos é a segunda cúpula a ficar acima do edifício. Os planos começaram em maio de 1854 para construir uma nova cúpula de ferro fundido para o Capitólio, vendida na estética de uma nova cúpula, bem como na utilidade de uma à prova de fogo. Influenciado pelas grandes cúpulas da Europa, Walter prestou atenção especial ao Panteão de Paris, à Catedral de São Paulo em Londres e à Basílica de São Pedro em Roma, bem como à mais recente Catedral de Santo Isaac em São Petersburgo, Rússia, uma das primeiras cúpulas com estrutura de ferro, de Auguste de Montferrand (1786–1858).  William Allen, historiador do Capitólio, descreveu o primeiro projeto de Walter como
... uma cúpula alta e elipsoidal apoiada em um tambor de dois andares com um anel de quarenta colunas formando um peristilo circundando a metade inferior do tambor. A parte superior do tambor era enriquecida com pilastras decoradas sustentando um sótão com suportes. Coroando a composição havia uma estátua apoiada em um tolo esguio e com colunas ...
Walter elaborou um desenho de 7
-pé (2,1 m) do projeto acima mencionado e o exibiu em seu escritório, onde atraiu a atenção entusiasmada dos membros do Congresso em 1854. Um ano depois, em 3 de março de 1855, o presidente Franklin Pierce assinou a apropriação de US$ 100.000 (equivalente a US$ 2,59 milhões em 2023) para construir a cúpula. A construção começou após algumas mudanças práticas no projeto original (como a redução das colunas de 40 para 36) em setembro daquele ano com a remoção da cúpula erguida por Charles Bulfinch. Um andaime exclusivo foi construído dentro da rotunda, projetado para manter o peso longe da área central fraca do piso, e um guindaste foi instalado dentro para funcionar com uma máquina a vapor (abastecida com madeira recuperada da antiga cúpula).

A posse de Abraham Lincoln em 4 de março de 1861 com a cúpula inacabada do capitólio visível

Nos 11 anos seguintes, a cúpula projetada com uma cúpula interna e uma cúpula externa se elevou sobre o capitólio do país. Em 2 de dezembro de 1863, Walter conseguiu colocar a Estátua da Liberdade no topo da cúpula. Isso não foi realizado até que Walter foi forçado a revisar o projeto da cúpula para suportar a estátua, que havia sido entregue mais alta e mais pesada do que o solicitado. No entanto, o homem que projetou a cúpula não viu sua conclusão total, porque Thomas Walter renunciou em 1865. Seu substituto, Edward Clark, assumiu o papel de terminar os últimos aspectos da cúpula. Pouco mais de um mês depois, em janeiro de 1866, Constantino Brumidi — que havia sido contratado para pintar um afresco em uma plataforma acima do óculo da cúpula interna — removeu o andaime usado durante seu trabalho na A Apoteose de Washington. Isso sinalizou o fim da construção da cúpula do Capitólio dos Estados Unidos.
Cerca de 8.909.200 libras (4.041,1 t) de ferro foram finalmente usadas na construção que durou virtualmente 11 anos. No interior, a cúpula interna sobe para 180 pés (55 m) sobre o piso da rotunda, e do lado de fora, a cúpula externa sobe para 288 pés (88 m), incluindo a altura da Estátua da Liberdade. O custo total da cúpula foi avaliado em US$ 1.047.291 (equivalente a US$ 17,1 milhões em 2023).

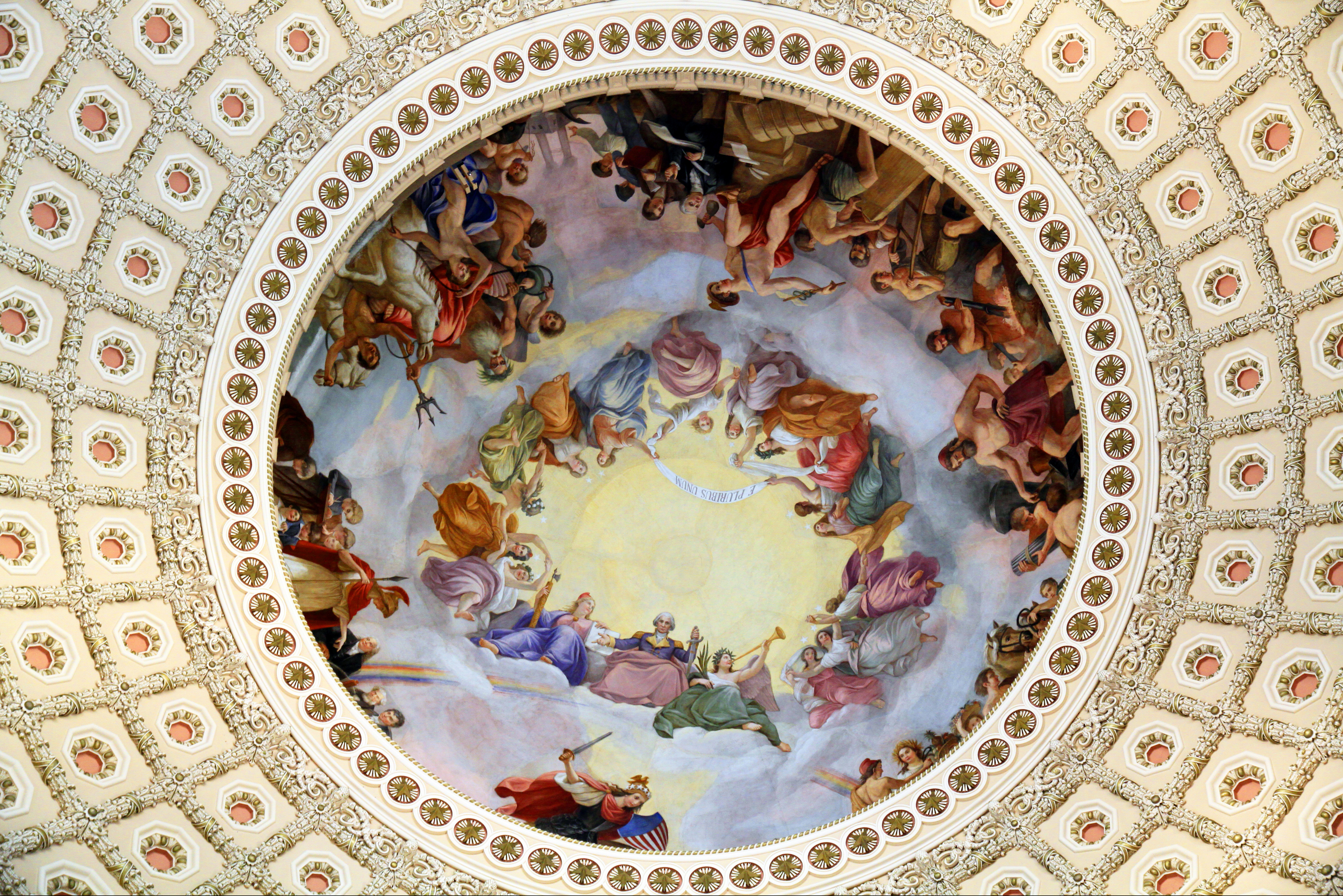
A Apoteose de Washington, um afresco de 1865 de Constantino Brumidi

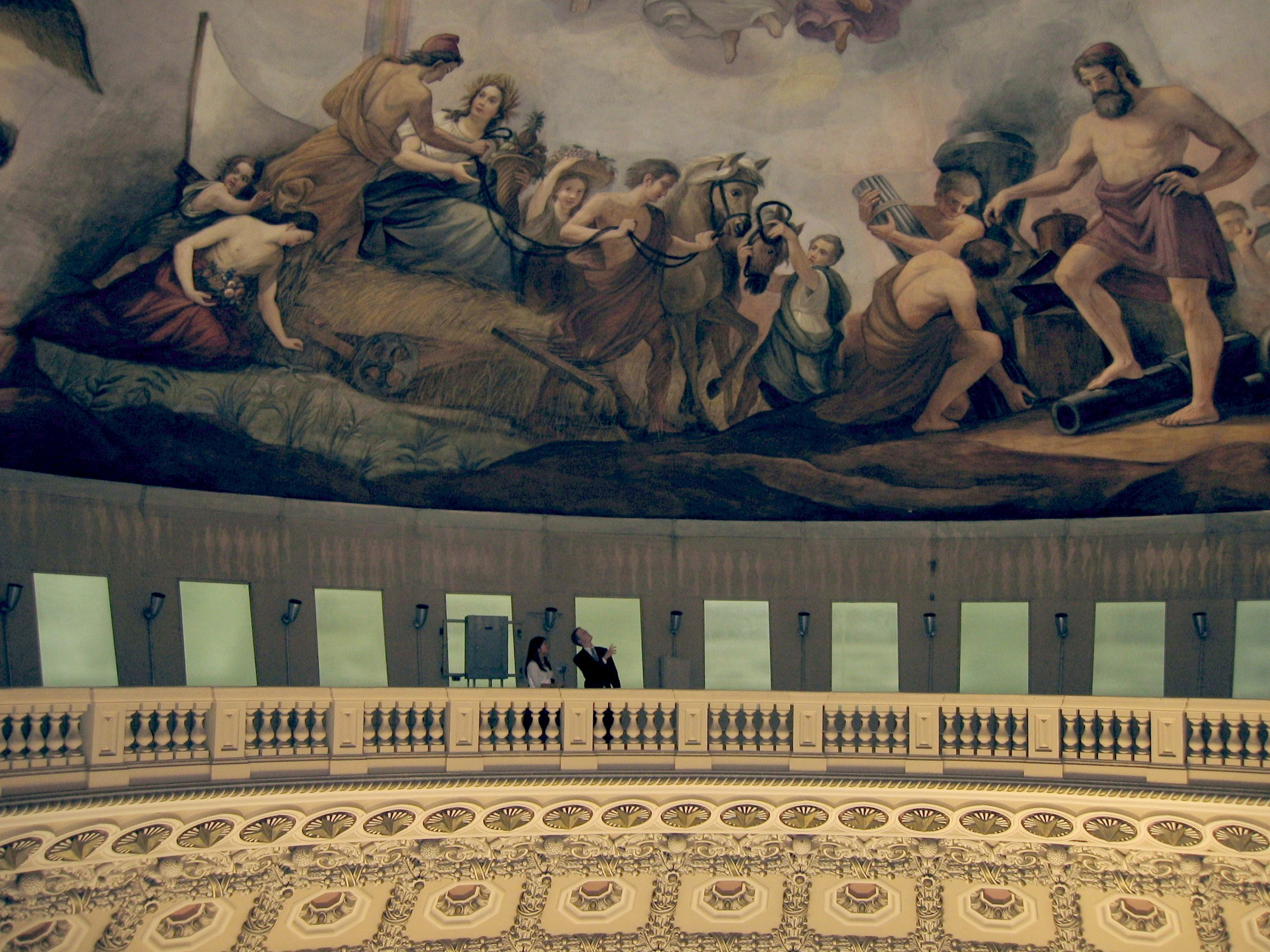
Visitantes em pé na sacada abaixo de A Apoteose de Washington

A visitação da cúpula é altamente restrita, geralmente oferecida apenas a membros do Congresso e seus convidados selecionados. Ao olhar para cima do piso da rotunda, o corrimão a cerca de 180 pés (55 m) acima é quase invisível. Os visitantes sobem uma série de escadas de metal entre as cúpulas interna e externa. Eles eventualmente serpenteiam até uma sacada logo abaixo da Apoteose de Washington. Dessa vista, a pintura é curva e distorcida. Da sacada, escadas de metal levam os visitantes sobre a pintura e até a sacada externa sob o tolo diretamente abaixo da Estátua da Liberdade. Escadas adicionais levam até a estátua para manutenção.
Dentro do tolo com colunas sobre o qual se ergue a Estátua da Liberdade, encontra-se a luz da Sessão ou da Convenção, que significa que uma ou ambas as câmaras estão em sessão noturna.
A restauração e conservação do peristilo e rodapé cantilever do Capitólio ocorreram em 2012. Em 2013, o Arquiteto do Capitólio anunciou um projeto provisório de quatro anos e US$ 10 milhões para reparar e conservar a cúpula do Capitólio. O projeto envolveu tanto trabalho interno na rotunda quanto trabalho externo na cúpula. A proposta exigiria a montagem de andaimes brancos ao redor da cúpula, remoção da tinta, reparo da ferragem, repintura da cúpula e instalação de nova iluminação. O trabalho foi necessário porque a cúpula, que passou por reparo e conservação pela última vez em 1960, estava enferrujando e parte da ferragem havia caído da estrutura. No entanto, o Congresso não havia apropriado fundos para o projeto.
Uma restauração de US$ 60 milhões e dois anos iniciada no início de 2014 incluiu a remoção de tinta, preparação e repintura rápida. Pinos de aço e "costura de metal" foram usados para reparar rachaduras, e os danos causados pela água no interior foram consertados. Andaimes foram erguidos ao redor da cúpula em novembro de 2014. O projeto estava programado para ser concluído e os andaimes removidos a tempo para a posse presidencial de 2017, e, de fato, todos os andaimes externos foram removidos até o final do verão de 2016.
Os documentos relacionados à construção da cúpula estão arquivados na Biblioteca da Universidade Cornell como Coleção nº 3244.

## Galeria

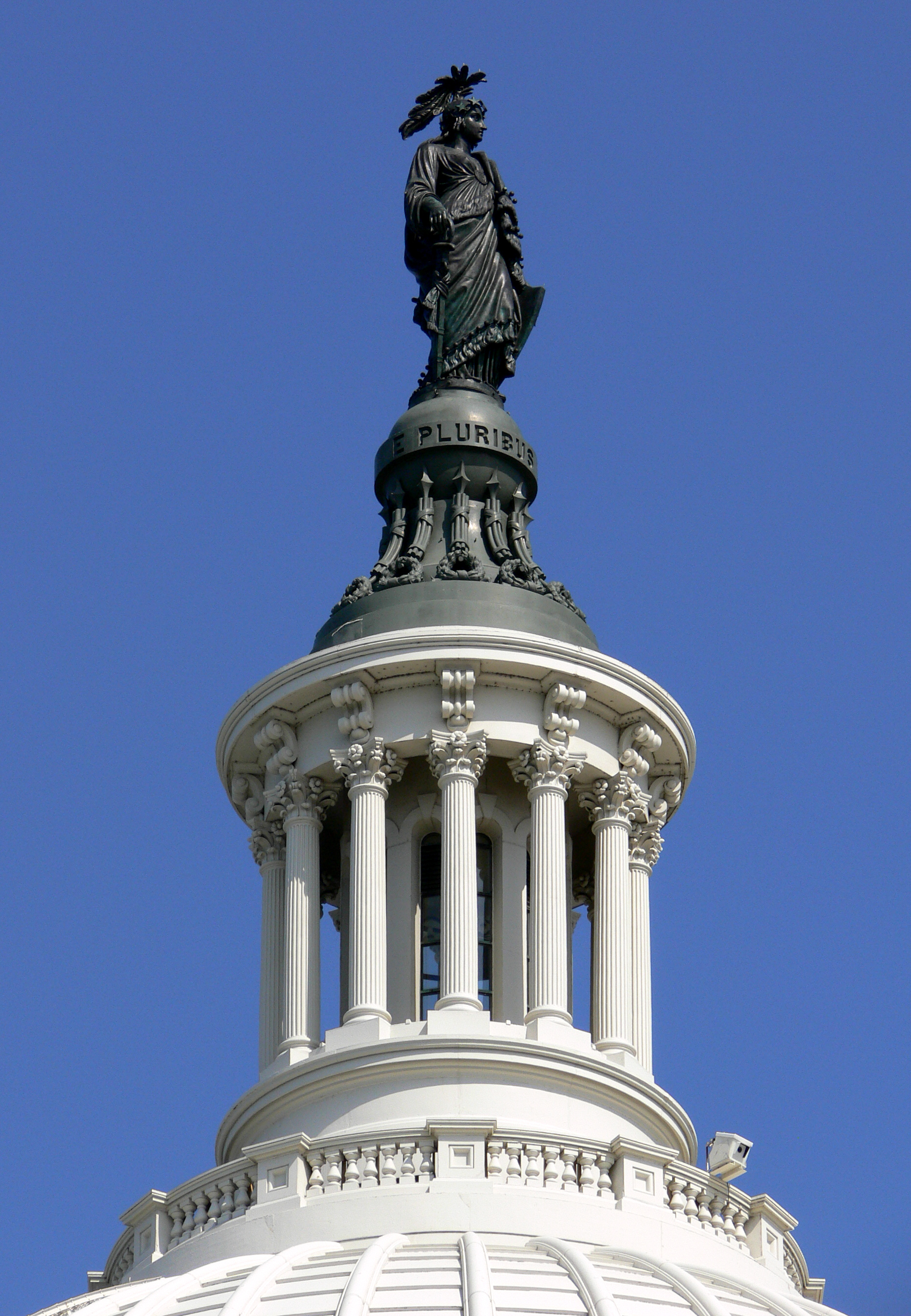
A Estátua da Liberdade, uma estátua de bronze que, desde 1863, coroa a cúpula do Capitólio dos EUA
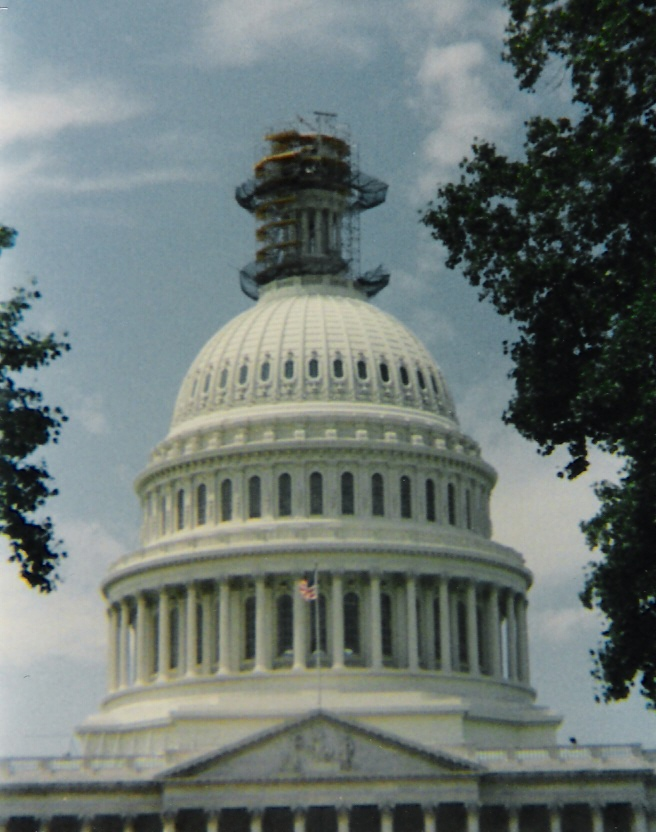
Andaimes na cúpula do Capitólio durante a restauração da Estátua da Liberdade em 1993
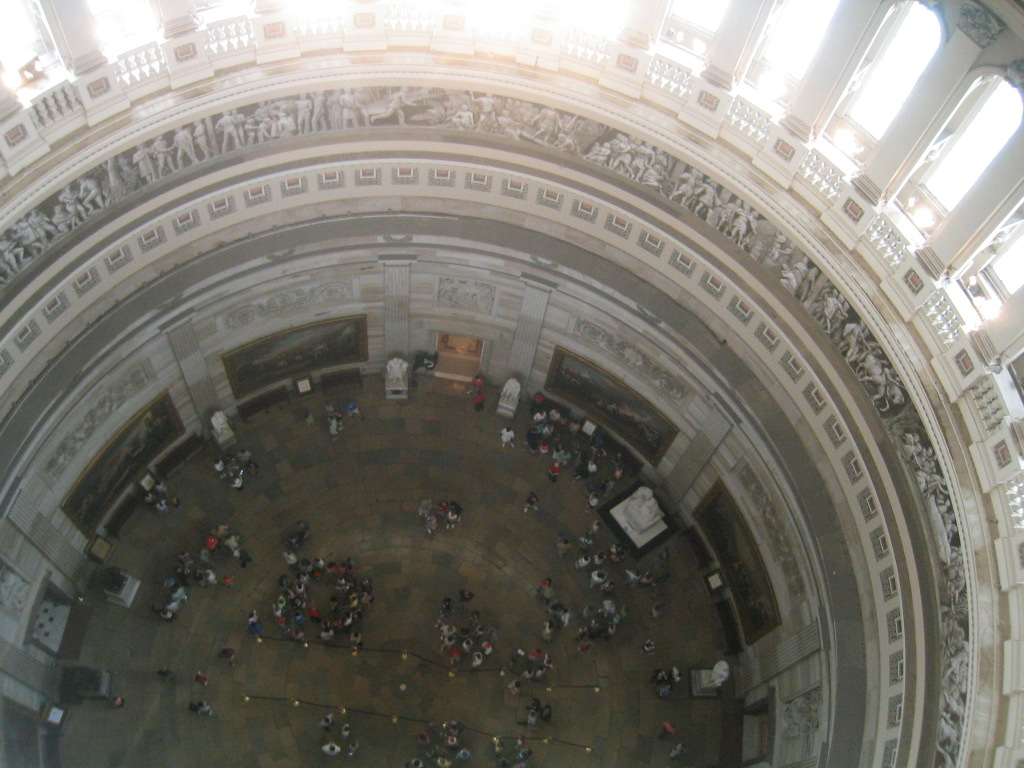
Vista do piso da Rotunda a partir da sacada interna diretamente abaixo de A Apoteose de Washington, 180 pés (55 m) acima do piso da Rotunda
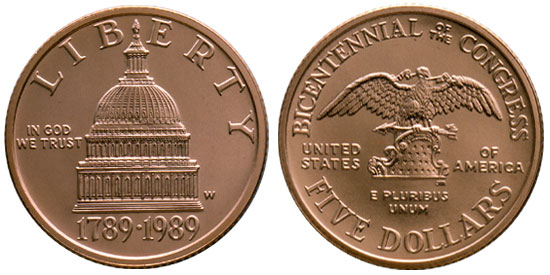
A cúpula aparece no anverso da moeda comemorativa do Bicentenário do Congresso de US$ 5, meia águia de ouro de 1989
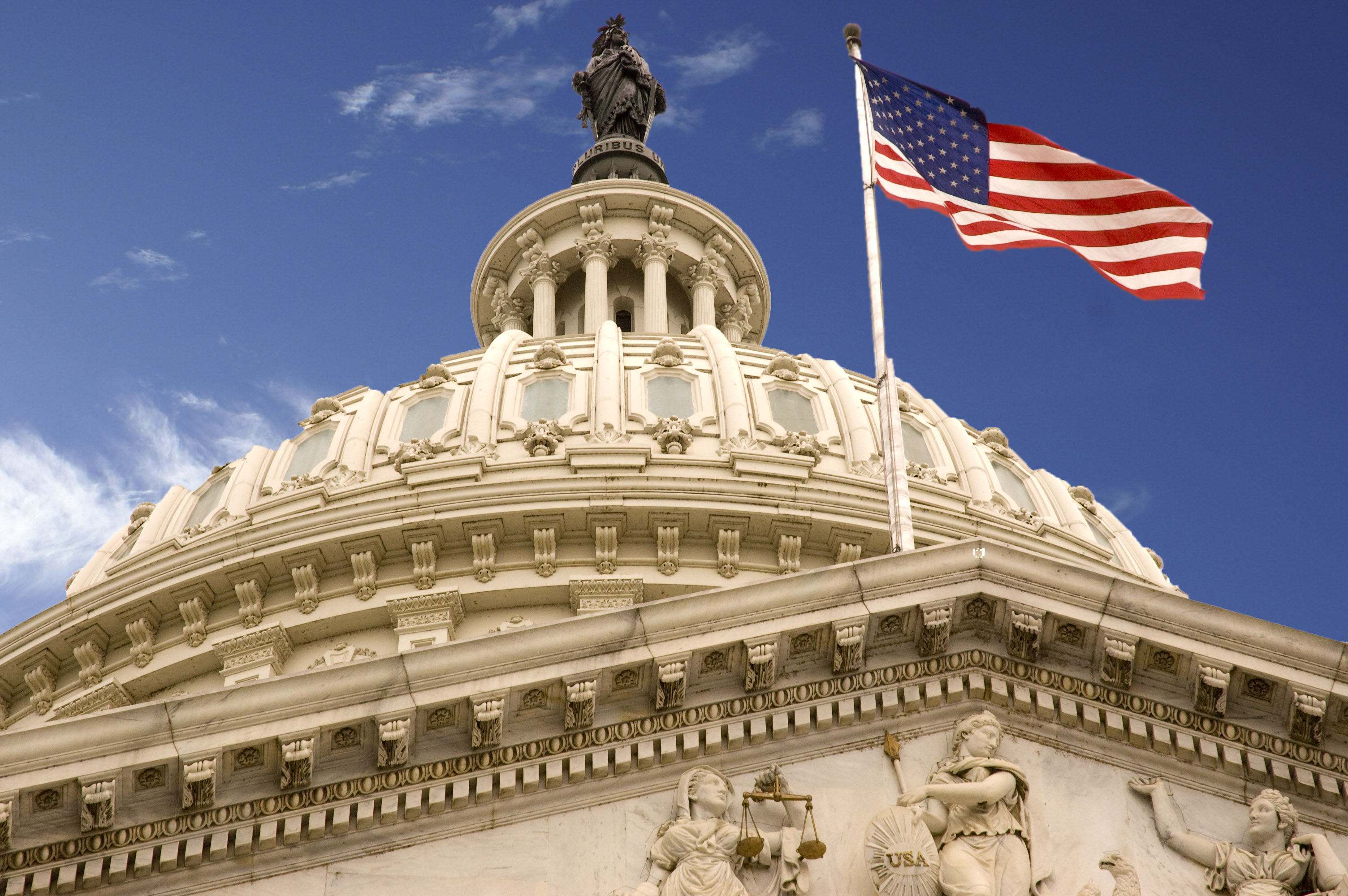
A cúpula do Capitólio dos EUA com a bandeira dos Estados Unidos
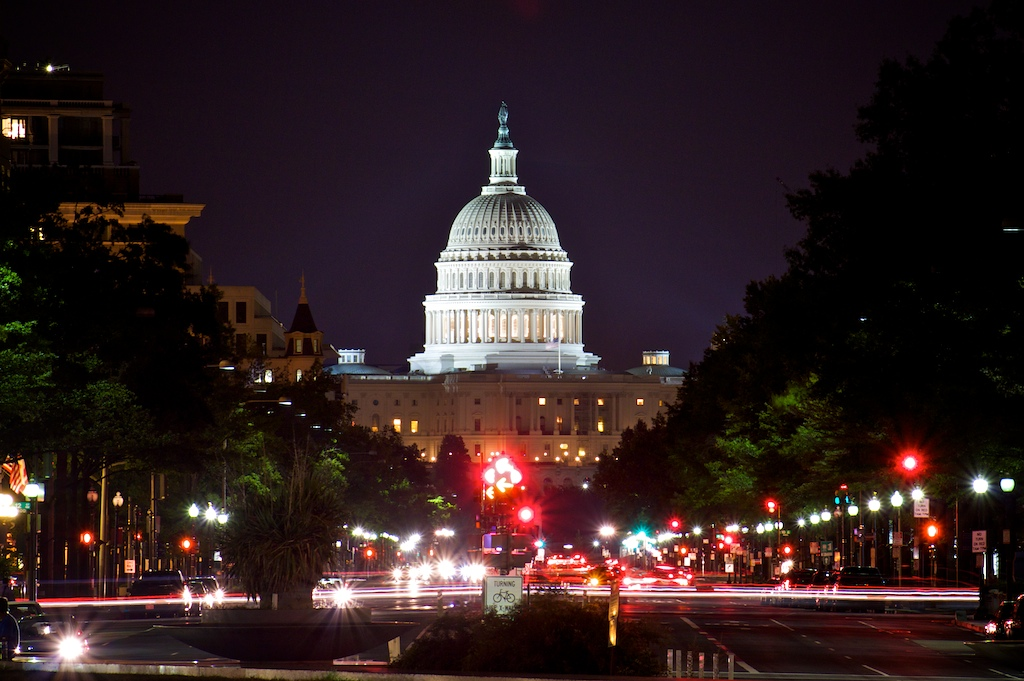
O Capitólio dos EUA iluminado à noite com as ruas de Washington D.C.
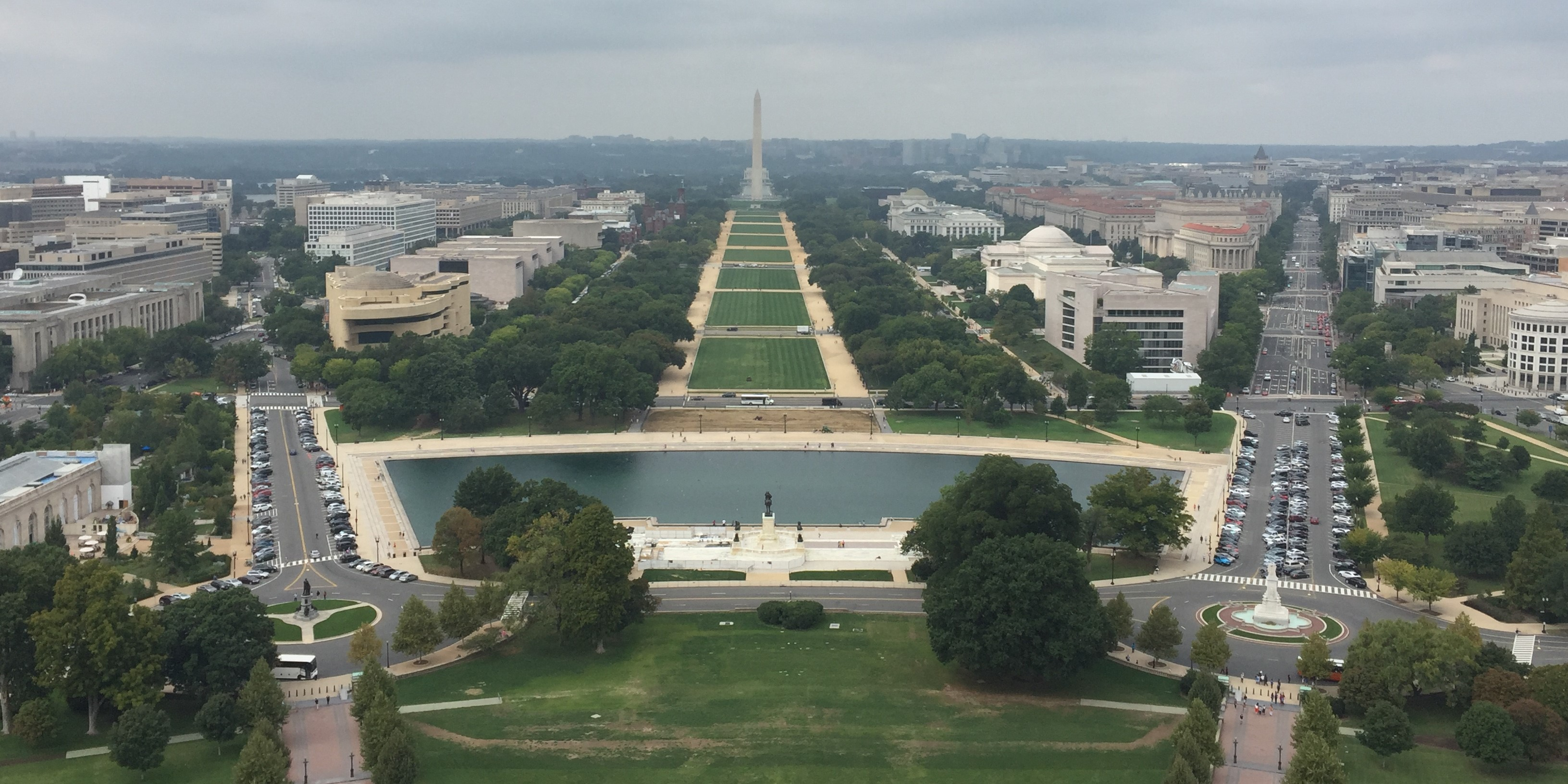
Uma vista do topo da cúpula do Capitólio dos EUA
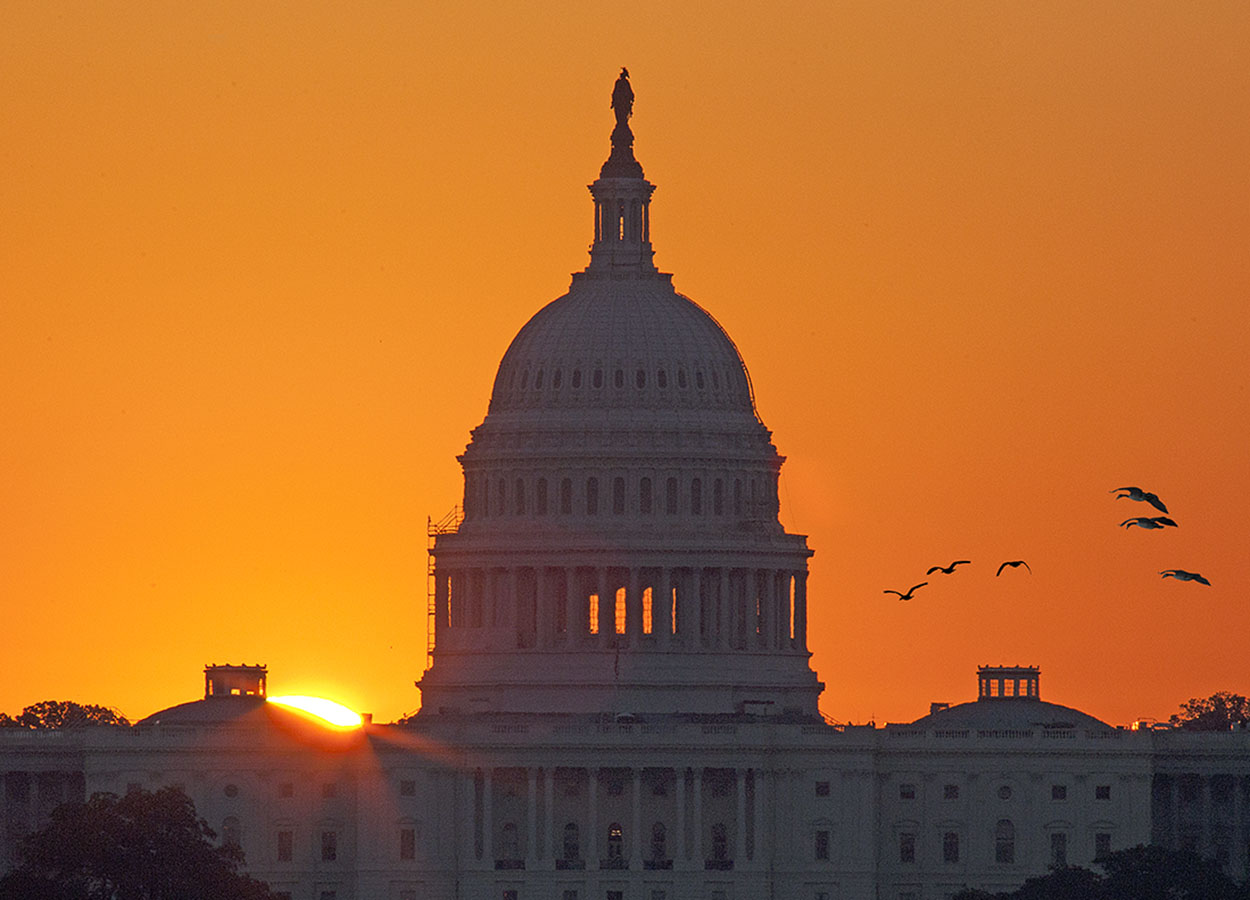
A cúpula do Capitólio dos EUA ao nascer do sol